# Sam Torrance
Sam Torrance, né le 24 août 1953 à Largs (Écosse), est un golfeur écossais

## Palmarès

### Ryder Cup
- Capitaine de l'équipe victorieuse en 2002
- Victoires en 1985, 1987, 1995
- Nul en 1989 (le trophée reste à l'Europe, victorieux de la dernière édition)
- Participation en 1981, 1983, 1991, 1993

### Circuit Européen
- 1976 Piccadilly Medal, Martini International
- 1981 Carroll's Irish Open
- 1982 Benson & Hedges Spanish Open, Portuguese Open
- 1983 Scandinavian Enterprise Open, Portuguese Open
- 1984 Tunisian Open, Benson & Hedges International Open, Sanyo Open
- 1985 Johnnie Walker Monte Carlo Open
- 1987 Lancia Italian Open
- 1990 Mercedes German Masters
- 1991 Jersey European Airways Open
- 1993 Kronenbourg Open, Heineken Open, Honda Open
- 1995 Italian Open, Murphy's Irish Open, Collingtree British Masters
- 1998 Peugeot Open de France

### Autres victoires
- 1972 Radici Open (Italy), Under-25 Match Play Championship
- 1975 Zambian Open
- 1978 Scottish Professional Championship
- 1979 Colombian Open
- 1980 Australian PGA Championship, Scottish Professional Championship
- 1983 C* Scottish PGA Championship (Challenge Tour)
- 1985 Scottish Professional Championship
- 1991 Scottish Professional Championship
- 1993 Scottish Professional Championship
- 2004 Travis Perkins Senior Masters (European Seniors Tour)
- 2005 Irvine Whitlock Seniors Classic, De Vere PGA Seniors Championship, Bendinat London Seniors Masters (all European Seniors Tour)

### Compétitions par équipes
- Alfred Dunhill Cup (Écosse): 1985, 86, 87, 89, 90, 91, 93, 95 (vainqueur), 99
- World Cup (Écosse): 1976, 1978, 1982, 1984, 1985, 1987, 1989, 1990, 1991, 1993, 1995
- Four Tours World Championship: 1985, 1991 (capitaine vainqueur)
- Hennessy Cognac Cup: 1976 (vainqueur), 1978 (vainqueur), 1980 (vainqueur), 1982 (vainqueur), 1984
- Double Diamond: 1973 (vainqueur), 1976, 1977
- UBS Cup: 2001, 2002, 2003